# Shabtaie Ice Ridge
Shabtaie Ice Ridge ist ein Presseisrücken im westantarktischen Marie-Byrd-Land. Er liegt zwischen dem McAyeal- und dem Bindschadler-Eisstrom und reicht bis an die Grenze zwischen der Siple- und der Shirase-Küste. 
Das Advisory Committee on Antarctic Names benannte dieses Objekt 2003 nach dem Geophysiker Sion Shabtaie von der University of Washington, der von 1982 bis 1984 und von 1985 bis 1986 Studien an den benachbarten Mercer-, Whillans- und Kamb-Eisströmen sowie den zwischen ihnen liegenden Presseisrücken vorgenommen hatte.